# Недашовці
Недашовці — село в окрузі Бановці-над-Бебравою Банськобистрицького краю Словаччини. Станом на грудень 2015 року в селі проживало 431 людей. Протікає річка Гидіна.

## Населення
| Рік:            | 1994. | 2004.   | 2014.   | 2024.   |
| --------------- | ----- | ------- | ------- | ------- |
| Кількість осіб: | 443   | 455     | 439     | 427     |
| Різниця:        |       | +2,70 % | -3,51 % | -2,73 % |

| Рік:            | 2023. | 2024.   |
| --------------- | ----- | ------- |
| Кількість осіб: | 435   | 427     |
| Різниця:        |       | -1,83 % |